# Lokomotive Plowdiw
Der PFK (Profesionalen futbolen klub) Lokomotiw Plowdiw (bulgarisch Професионален футболен клуб Локомотив Пловдив, deutsch Lokomotive Plowdiw), kurz „Loko Plowdiw“, ist ein professioneller Fußballverein aus Plowdiw, Bulgarien.

## Geschichte

### Gründungsphase
Der Verein wurde im Jahr 1926 von den bei einem Eisenbahnunternehmen beschäftigten Ingenieuren Ilija Pacharkow, Todor Atanasow, Petar Michailow, Gantscho Kolew und Petar Schewkenow als „Shelesnitscharski Sporten Klub“ gegründet. Ebenso waren der erste Trainer Michail Schewkenow sowie die gesamte Mannschaft bei demselben Arbeitgeber angestellt und sämtliche Ausgaben für den Spielbetrieb wurden durch Spenden der gesamten Belegschaft getragen. Nach neueren Erkenntnisse, hat der Verein zwei Gründungsjahre, da der heutige Verein aus der Vereinigung des Eisenbahnvereins mit dem bis damals erfolgreichsten und beliebtesten Verein aus Plowdiw (Sportclub) stammt. Sportclub wurde nämlich im Jahre 1926 gegründet, was eventuell als eigentliches Gründungsjahr gelten könnte. Das erklärt auch die Beliebtheit des neugegründeten Vereins. Im Moment wird der eigentliche Stammbaum des Vereins noch ermittelt.
In den ersten Jahren konnten keine nennenswerten Erfolge verbucht werden und der Verein stand zumeist im Schatten des Lokalrivalen Sportclub Plowdiw und Botew Plowdiw nebst den übermächtig erscheinenden Großklubs aus Sofia. Nachdem man sich im Jahr 1940 in „ZSK Slawia-Chengelov Plowdiw“ umbenannte, konnte zwei Jahre später das Finale des bulgarischen Pokals erreicht werden, das nach einem Spielabbruch gegen Lewski Sofia verloren ging.

### Nachkriegszeit
Zum Ende des Zweiten Weltkriegs änderte die Vereinsführung den Namen in „Slawija Tschengelow Plowdiw“. Nach einer erneuten Neubenennung 1949 in „Torpedo Plowdiw“ erschien 1951 der heute noch gültige Name „Lokomotiw“ und der Verein bezeichnete sich in der Folgezeit als „DFS Lokomotiw Plowdiw“ (was im Jahr 1989 nur geringfügig zu „FK Lokomotiw Plowdiw“ angepasst wurde).
Sportlich war die Zeit zu Beginn der 1950er-Jahre durch Mittelmaß geprägt. Im Jahr 1955, nach vorherigen Spielzeiten im gesicherten Mittelfeld, stieg der Verein dann plötzlich aus der höchsten Spielklasse ab. Von diesem Rückschlag erholte sich der Verein lange nicht und schaffte erst zur Saison 1961/62 die Rückkehr in die Eliteliga. Nachdem man im ersten Jahr nach dem Wiederaufstieg nur knapp den Klassenerhalt gesichert hatte, etablierte man sich im darauffolgenden Jahr auf einem siebten Platz. Etwas überraschend kam dazu die Nominierung als bulgarischer Vertreter für den Messepokal, die man in den beiden anschließenden Jahren, trotz jeweils nur mittelmäßiger Endplatzierung, erneut erhielt. Der Höhepunkt war dabei das Achtelfinale der Saison 1964/65, als man nach Siegen in der anfänglichen Gruppenphase im Achtelfinale nur knapp gegen Juventus Turin unterlag.

### Hochphase um 1970
Der Verein etablierte sich in der Folgezeit in der höchsten Spielklasse. Der dritte Platz in der Abschlusstabelle der Saison 1968/69 war Ausdruck einer neuen spielerischen Stärke, die sich um den 98-fachen bulgarischen Nationalspieler und späteren Nationaltrainer Christo Bonew bildete und der Verein qualifizierte sich erstmals auch rein sportlich für einen europäischen Wettbewerb, wo man erneut Juventus Turin gegenüberstand und wieder verlor.
Die Vizemeisterschaft im Jahr 1973, der dritte Platz 1974 sowie Rang vier 1976 mit der jeweiligen Qualifikation zum neu eingeführten UEFA-Pokal stellten die Krönung dieser Periode dar.

### Finanzielle Probleme und der erste Titel
Es folgte eine sportliche Talfahrt, die 1980 in den Abstieg in die zweite Liga mündete und deren Grund in finanziellen Problemen, mit denen der Verein zu kämpfen hatte, zu sehen war.
Nach zwei vergeblichen Anläufen zur Rückkehr, meldete sich der Verein 1983 mit einem Paukenschlag zurück und fügte dem Aufstieg den Sieg im Sowjetarmee-Pokal hinzu, als Lokomotive den Gegner aus Tschirpan mit 3:1 besiegte. Dieser Schwung wirkte sich jedoch nicht nachhaltig aus und der Verein musste den direkten Wiederabstieg hinnehmen. Nach einer erneut einjährigen Abstinenz unterstrich der Verein seinen damaligen Status als „Fahrstuhlmannschaft“ und stieg im Jahr 1985 wieder auf.

### Moderne Entwicklungen bis heute
Es folgte eine längere Phase bis 1991, in der sich Lokomotive zumeist im unteren Mittelfeld der Liga aufhielt und sich dann plötzlich in den Jahren 1992 und 1993 mit einem vierten bzw. dritten Platz wieder für einen Platz im UEFA-Cup qualifizierte, wo man jedoch bereits jeweils in der ersten Runde gegen AJ Auxerre bzw. Lazio Rom unterlag. Spätestens ab 1995 jedoch zeigte die Formkurve wieder deutlich nach unten und 1999 folgte als Tabellenletzter der vierte Abstieg der Vereinsgeschichte.
Im Jahr des Wiederaufstiegs 2001 ereignete sich eine Trendwende, als Georgi Iliew den Verein aufkaufte und unmittelbar danach den ehemaligen Meistertrainer von Litex Lowetsch und Lewski Sofia, Dimitar Dimitrow, nach Plowdiw lockte. Dimitrow erreichte auf Anhieb den sechsten und im darauffolgenden Jahr den fünften Platz. Da der Verein damit jedoch die Qualifikation für einen europäischen Wettbewerb verfehlte, heuerte Iliew mit Eduard Eranosjan einen neuen jungen Trainer an, von dem sich die neue Vereinsführung einen Durchbruch bis in die europäische Spitze versprach.
Die Arbeit von Eranosjan wurde trotz eines perfekten Starts in die Saison 2003/04 nicht übermäßig gefeiert, da dieser gegen vermeintlich schwächere Teams zustande kam, obwohl im Zuge des gestiegenen Selbstbewusstseins auch die Spitzenteams Lewski und ZSKA Sofia geschlagen werden konnten. Nach einer schwachen Vorbereitung zur Rückserie der Saison wurde Eranosjan unverhofft entlassen und der Assistenztrainer Iwan Marinow übernahm die Verantwortung. Nachdem jedoch die Mannschaftsleistung deutlich nachließ und nach einem 0:0 im Derby gegen Botew Plowdiw ein deutliches 0:4 gegen Lewski folgte, wurde unter dem Druck der Anhänger Eranosjan zurückgeholt. Diese Maßnahme zahlte sich aus, indem sich die Mannschaft wieder stabilisierte und bereits einen Spieltag vor Ende der Saison die erste Meisterschaft in der Historie des Vereins sicherte.
Bei der anschließenden Qualifikation zur Champions League unterlag der Verein jedoch deutlich dem belgischen Vizemeister FC Brügge, wobei als Trost zwischen den beiden Spielen der Gewinn des Supercups diente, als Litex Lowetsch mit 1:0 besiegt werden konnte. In den anschließenden Saison 2004/05 konnte der Titel nicht verteidigt werden. Mit dem dritten Platz verdeutliche der Verein jedoch weiterhin seine Ansprüche neben den zuvor dominierenden Vereinen aus Sofia ein dauerhafter Aspirant für die vorderen Plätze im bulgarischen Fußball zu sein.
Am 26. August 2005, ein Tag nach der erfolgreichen Qualifikation für die Gruppenphase des UEFA-Pokals, als OFK Belgrad besiegt wurde, ereilte den Verein eine Tragödie, als der amtierende Präsident Georgi Iliew von einem Scharfschützen erschossen wurde. Nach dem Tod kam auch noch das Ausscheiden in der zweiten Runde gegen die Bolton Wanderers.

## Erfolge
- Bulgarischer Meister (1): 2004
- Sowjetarmee-Pokalsieger (1): 1983
- Bulgarischer Supercup (2): 2004, 2020
- Bulgarischer Pokalsieger (2): 2019, 2020

## Europapokalbilanz
| Saison  | Wettbewerb                    | Runde                  | Gegner                | Gesamt          | Hin          | Rück          |
| ------- | ----------------------------- | ---------------------- | --------------------- | --------------- | ------------ | ------------- |
| 1963/64 | Messestädte-Pokal             | 1. Runde               | Steagul Roșu Brașov   | 5:2             | 3:1 (A)      | 2:1 (H)       |
| 1963/64 | Messestädte-Pokal             | 2. Runde               | Újpest Dósza SC       | 1:3             | 0:0 (A)      | 1:3 (H)       |
| 1964/65 | Messestädte-Pokal             | 1. Runde               | FK Vojvodina Novi Sad | 4:2             | 1:1 (A)      | 1:1 (H)       |
| 1964/65 | Messestädte-Pokal             | 1. Runde               | FK Vojvodina Novi Sad | 4:2             | 2:0 in Sofia |               |
| 1964/65 | Messestädte-Pokal             | 2. Runde               | Petrolul Ploiești     | 2:1             | 0:1 (A)      | 2:0 (H)       |
| 1964/65 | Messestädte-Pokal             | 3. Runde               | Juventus Turin        | 3:4             | 1:1 (A)      | 1:1 (H)       |
| 1964/65 | Messestädte-Pokal             | 3. Runde               | Juventus Turin        | 3:4             | 1:2 in Turin |               |
| 1965/66 | Messestädte-Pokal             | 1. Runde               | Spartak Brno ZJŠ      | 1:2             | 0:2 (A)      | 1:0 (H)       |
| 1966/67 | Messestädte-Pokal             | 1. Runde               | Partizan Belgrad      | 2:6             | 1:5 (A)      | 1:1 (H)       |
| 1969/70 | Messestädte-Pokal             | 1. Runde               | Juventus Turin        | 2:5             | 1:3 (A)      | 1:2 (H)       |
| 1971/72 | UEFA-Pokal                    | 1. Runde               | FC Carl Zeiss Jena    | 3:4             | 0:3 (A)      | 3:1 (H)       |
| 1973/74 | UEFA-Pokal                    | 1. Runde               | Sliema Wanderers      | 3:0             | 2:0 (A)      | 1:0 (H)       |
| 1973/74 | UEFA-Pokal                    | 1. Runde               | Honvéd Budapest       | 5:7             | 3:4 (H)      | 2:3 (A)       |
| 1974/75 | UEFA-Pokal                    | 1. Runde               | Győri ETO FC          | 4:4 (4:5 i. E.) | 3:1 (H)      | 1:3 n. V. (A) |
| 1976/77 | UEFA-Pokal                    | 1. Runde               | Roter Stern Belgrad   | 3:5             | 2:1 (H)      | 1:4 (A)       |
| 1983/84 | UEFA-Pokal                    | 1. Runde               | PAOK Thessaloniki     | 2:5             | 1:2 (H)      | 1:3 (A)       |
| 1992/93 | UEFA-Pokal                    | 1. Runde               | AJ Auxerre            | 3:9             | 2:2 (H)      | 1:7 (A)       |
| 1993/94 | UEFA-Pokal                    | 1. Runde               | Lazio Rom             | 0:4             | 0:2 (A)      | 0:2 (H)       |
| 2004/05 | UEFA Champions League         | 2. Qualifikationsrunde | FC Brügge             | 0:6             | 0:2 (A)      | 0:4 (H)       |
| 2005/06 | UEFA-Pokal                    | 2. Qualifikationsrunde | OFK Belgrad           | (a)2:2(a)       | 1:2 (A)      | 1:0 (H)       |
| 2005/06 | UEFA-Pokal                    | 1. Runde               | Bolton Wanderers      | 2:4             | 1:2 (A)      | 1:2 (H)       |
| 2006    | UEFA Intertoto Cup            | 2. Runde               | Farul Constanța       | 2:3             | 1:2 (A)      | 1:1 (H)       |
| 2012/13 | UEFA Europa League            | 2. Qualifikationsrunde | Vitesse Arnheim       | 5:7             | 4:4 (H)      | 1:3 (A)       |
| 2019/20 | UEFA Europa League            | 2. Qualifikationsrunde | Spartak Trnava        | (a)3:3(a)       | 2:0 (H)      | 1:3 (A)       |
| 2019/20 | UEFA Europa League            | 3. Qualifikationsrunde | Racing Straßburg      | 0:2             | 0:1 (H)      | 0:1 (A)       |
| 2020/21 | UEFA Europa League            | 1. Qualifikationsrunde | FK Iskra Danilovgrad  | 1:0             | 1:0 (A)      |               |
| 2020/21 | UEFA Europa League            | 2. Qualifikationsrunde | Tottenham Hotspur     | 1:2             | 1:2 (H)      |               |
| 2021/22 | UEFA Europa Conference League | 2. Qualifikationsrunde | 1. FC Slovácko        | 1:1 (3:2 i. E.) | 1:0 (H)      | 0:1 n. V. (A) |
| 2021/22 | UEFA Europa Conference League | 3. Qualifikationsrunde | FC Kopenhagen         | 3:5             | 1:1 (H)      | 2:4 (A)       |

Gesamtbilanz: 54 Spiele, 14 Siege, 10 Unentschieden, 30 Niederlagen, 63:98 Tore (Tordifferenz −35)

## Sonstiges
- Lokomotiw Plowdiw wird aufgrund seiner mit schwarzen Längsstreifen versehenen weißen Trikots in Anlehnung an die Trikots von Juventus Turin als das „Plowdiwer Juve“ bezeichnet.
- Der Verein gewann als bisher einziges bulgarisches Zweitligateam einen bulgarischen Landespokal.
- Der Verein hält den Zuschauerrekord für ein Zweitligaspiel in Bulgarien mit 45.000 gegen Beroe Stara Sagora

## Spieler
- Christo Bonew (1965–1967, 1968–1981, 1982–1984)
- Christo Slatinski (2005–2007)
- Lukas Raeder (2021–2022)